# 2022年2月

## 2月1日
- 日本保守派政治人物、前東京都知事石原慎太郎去世，终年89岁。[1][2]
- 几内亚比绍发生未遂政变，导致至少6名军人死亡。总统乌马罗·西索科·恩巴洛指称政变和贩毒集团有关。[3][4]

## 2月3日
- 在美軍特種部隊突襲下，伊斯蘭國最高領導人阿布·易卜拉欣·哈希米·庫雷希自行引爆炸彈身亡[5]。
- 在德國政府禁止RT電視台德語頻道轉播後，俄羅斯政府關閉在國內的德國之聲作為報復[6]。

## 2月4日
- 2022年冬季奥林匹克运动会开幕式在中国北京国家体育场举行。[7]
- 蒙特內哥羅議會通過對總理茲德拉夫科·克里沃卡皮奇及其內閣提出的政府不信任案[8]。

## 2月6日
- 中国女足以3-2的比分战胜韩国女足夺得第20届亚足联女子亚洲杯冠军[9]。
- 塞内加尔国家足球队在2021年非洲國家盃决赛中通过点球大战以4-2的比分战胜埃及队，历史上首次夺得非洲國家盃冠军。[10]
- 曾經獲得印度國寶勳章的著名印度女歌手拉塔·曼吉茜卡在孟買逝世，終年92歲[11]。
- 二世即位白金禧[12]。

## 2月7日
- 氣旋巴茲萊襲擊印度洋的模里西斯、法屬留尼旺、馬達加斯加等地，造成至少94人死亡[13]。

## 2月8日
- 2019冠狀病毒病全球確診病例超過四億人[14]。

## 2月11日
- 加拿大貨車司機對加拿大政府的2019冠状病毒病疫苗接種強制令進行的抗議活動持續，安大略於2月11日進入緊急狀態。[15]

## 2月12日
- 於2022年2月12日贏得2021年國際足協世界冠軍球會盃。[16]

## 2月13日
- 德国联邦大会的成员在柏林举行总统选举投票，现任德国总统施泰因迈尔成功连任[17]。
- 洛杉矶公羊以23-20战胜辛辛那提猛虎，夺得第五十六届超级碗冠军。[18]

## 2月16日
- 中国驻柬埔寨大使馆发布《驻柬埔寨使馆发言人关于中国公民被网赌集团圈养充当“血奴”案的谈话》，使馆联络柬警方要求对绑架中国人贩卖至柬埔寨当血奴一事尽快立案。[19]
- 第72屆柏林影展舉行頒獎典禮，加泰隆尼亞女導演卡拉·西蒙執導的電影《阿爾卡拉斯》獲頒最高榮譽金熊獎。[20]

## 2月17日
- 巴西里约热内卢州彼得罗波利斯因特大暴雨引发洪灾和泥石流造成至少117人死亡 及116人失踪[21]。
- 加拿大總理賈斯汀·杜魯道啟動《緊急情況法令》，並開始針對「自由車隊」抗議展開清場行動[22]。

## 2月18日
- 中共中央總書記習近平指示香港政府把盡快穩控新冠疫情作為當前壓倒一切的任務後[23][24]，行政長官會同行政會議宣佈引用《緊急法》，押後原定2022年3月27日舉行的行政長官選舉至5月8日舉行[25][26]。

## 2月20日
- 2022年冬季奥林匹克运动会闭幕式在中国北京国家体育场举行[27]。
- 衣索比亞青尼羅河的衣索比亞復興大壩正式啟用發電，此為全非洲規模最大的水力發電工程[28]。

## 2月21日
- 中华人民共和国宣布引用《反外国制裁法》制裁长期参与对台军售的美国军工企业雷神技术和洛克希德马丁公司[29]。
- 由前美國總統所創立的社群媒體平臺Truth Social正式上架[30]。

## 2月22日
- 俄乌冲突局势升级，俄罗斯总统普京在當地時間21日發佈電視講話，宣佈承認烏克蘭東部由叛軍控制的分離主義地區頓涅茨克和盧甘斯克為獨立國家[31][32][33]。普京在宣佈這一消息後發表了長達一小時的全國電視講話，稱現代烏克蘭是由蘇聯「創造」的，並稱該國是「古老的俄羅斯土地」。在宣佈該決定後不久普京還簽署命令，要求國防部向這兩個地區派遣軍隊執行「維和任務」[34]。

## 2月24日
- 為應對香港的2019年冠狀病毒病疫情，香港政府實施疫苗通行證措施，規定進入或身處特定處所之人士，須已接種最少一劑2019冠狀病毒病疫苗，並出示有關疫苗接種證明。[35]
- 俄烏衝突局勢升級，俄罗斯总统普京宣布授權俄軍在烏克蘭東部頓巴斯地區展開「特別軍事行動」[36]，随后扩大为对乌克兰的全面入侵。[37][38]
- 因应俄羅斯入侵烏克蘭，乌克兰宣布和俄罗斯断交。[39][40]
- 俄罗斯多地民众举行反战示威活动，抗议俄罗斯入侵乌克兰[41]。

## 2月25日
- 因应乌克兰局势，美国财政部将俄罗斯总统普京、外交部长谢尔盖·拉夫罗夫及其他俄罗斯联邦安全会议成员列入《特别指定国民和被封锁人员》进行制裁[42]。
- 多项文化体育活动对俄罗斯作出调整，国际汽车联合会宣布取消原定在俄罗斯索契举行的2022年世界一级方程式锦标赛俄罗斯大奖赛[43]，欧洲足协将原定在圣彼得堡体育场举行的2022年欧洲冠军联赛决赛改到巴黎圣但尼法兰西体育场举行[44]，欧洲广播联盟取消俄罗斯参加2022年欧洲歌唱大赛的资格[45]。
- 因應俄羅斯入侵烏克蘭，烏克蘭總統設立最高統帥部並自任主席[46]。

## 2月27日
- 烏克蘭製造的全球最大飛機在俄羅斯軍隊攻佔安托諾夫機場時遭到摧毀[47]。
- 導演黃東赫執導的原創影集《魷魚遊戲》在第28屆美國演員工會獎中贏得最多獎項[48]。
- 尼泊爾爆發多起示威運動，以抗議千禧年挑戰計劃協議的簽署。[49]